# Ken Ishii
Ken Ishii (Tokyo, 1970) è un musicista e disc jockey giapponese.
È anche attivo con i nomi d'arte FLR, Flare, UTU, Yoga e Rising Sun.

## Biografia
Ken Ishii ha debuttato nel 1993 con l'album Garden of the Palm e vari EP fra cui Switch of Love e N428, rispettivamente attribuiti a Rising Sun e UTU. Ha composto la musica per le cerimonie di apertura e chiusura dei Giochi olimpici invernali di Nagano del 1998. Le sue tracce Creation The State of Art e Let It All Ride vennero usate nei videogiochi Rez e Lumines II; ha anche contribuito alla colonna sonora di LSD. Il video musicale della sua Extra, diretto da Kōji Morimoto, ha vinto il premio Best Dance Music Video di MTV Europe nel 1997.

## Discografia parziale

### Album
- 1993 – Garden on the Palm
- 1994 – Innerelements
- 1995 – Jelly Tones
- 1995 – Green Times
- 1996 – Grip
- 1997 – Metal Blue America
- 1998 – Tekken 3 Seven Remixes
- 1998 – LSD & Remixes
- 1999 – Sleeping Madness
- 2000 – Flatspin
- 2001 – Millennium Spinnin at Reel up
- 2001 – FLR Easy Filters
- 2002 – Future in Light
- 2003 – Interpretations
- 2005 – Play, Pause and Play
- 2006 – Sunriser
- 2008 – Daybreak Reprise -SUNRISER Remixed
- 2012 – Music for Daydreams

### EP e singoli
- 1993 – Pneuma
- 1993 – Deep Sleep
- 1994 – Tangled Notes
- 1995 – Extra
- 1995 – Stretch
- 1996 – Overlap
- 1997 – Echo Exit
- 1999 – Game Over
- 1999 – Misprogrammed Day (Remixes)
- 2000 – Iceblink
- 2001 – Slapdash
- 2003 – Aubernia
- 2003 – Awakening
- 2006 – Vale Tudo
- 2007 – Organised Green
- 2008 – Sunriser Remixes
- 2010 – The Axe Murderer
- 2011 – Right Hook 2011 Remixes